# Чечітка

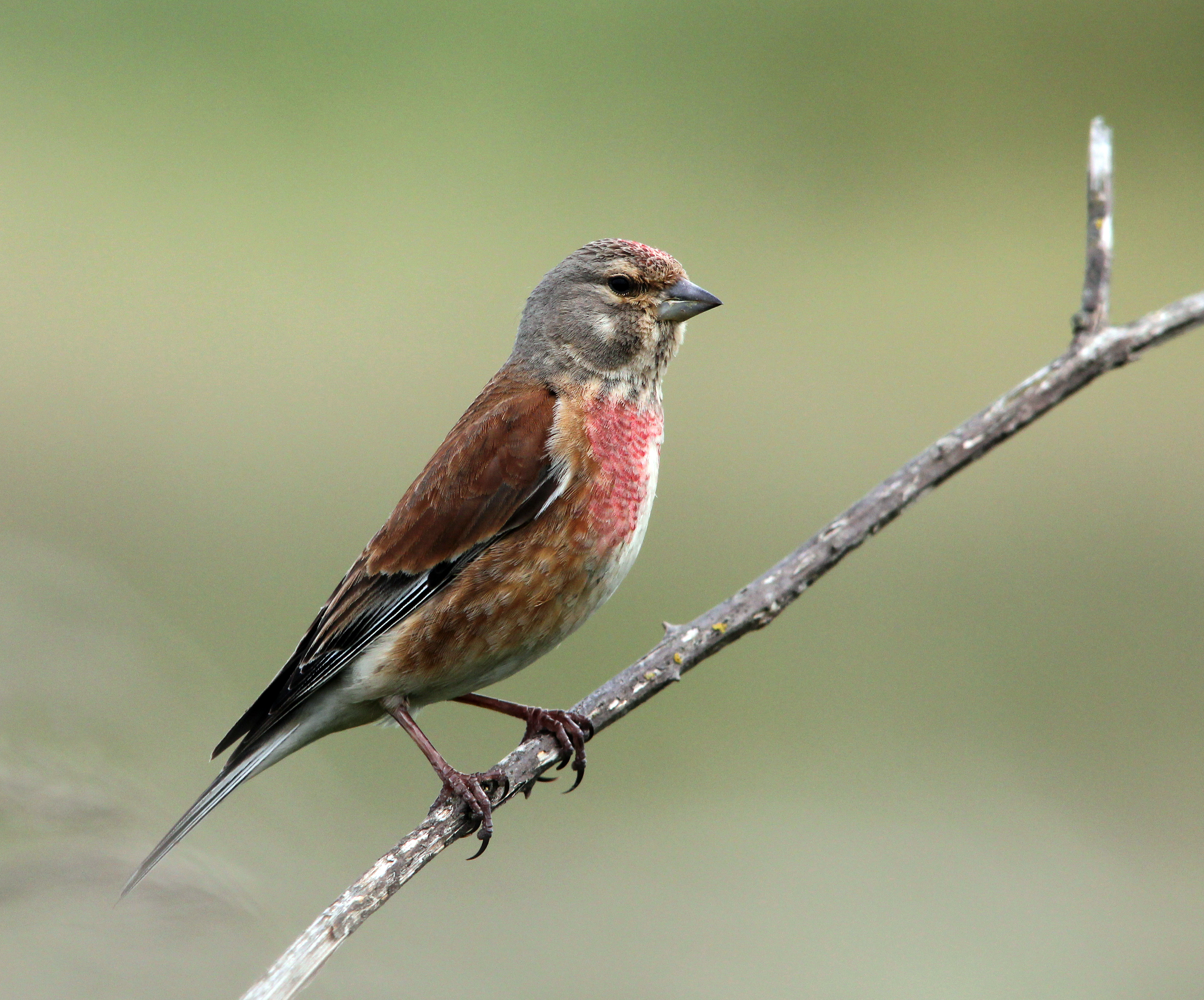
Коноплянка

Чечітка (Acanthis) — рід птахів родини в'юркових (за деякими авторами підрід роду щиглик). Довжина 12 — 16 см, вага — 10 — 22 г.
У фауні України — 4, за іншими даними 5 видів:
- Коноплянка (Acanthis cannabina L.),
- Чечітка гірська (Acanthis flavirostris L.),
- Чечітка звичайна (Acanthis flammea L.),
- Чечітка маленька (Acanthis cabaret)
- Чечітка біла (Acanthis hornemanni Holboell).

Натомість Г.В. Фесенко (2018) подає всі чотири види в складі роду Carduelis, щиглик, під їхніми українськими назвами коноплянка та чечітки відповідно, але латиною як Carduelis cannabina, C. flavirostris, C. flammea, C. hornemanni.